# Еспірдо
Еспірдо (ісп. Espirdo) — муніципалітет в Іспанії, у складі автономної спільноти Кастилія-і-Леон, у провінції Сеговія. Населення — 921 особа (2010).
Муніципалітет розташований на відстані близько 70 км на північний захід від Мадрида, 7 км на північний схід від Сеговії.
На території муніципалітету розташовані такі населені пункти: (дані про населення за 2010 рік)
- Еспірдо: 622 особи
- Ла-Ігера: 177 осіб
- Тіснерос: 122 особи

## Демографія
Динаміка населення (INE ):